# Qu Dongyu
Qu Dongyu (en chino: 屈冬玉; nacido el 29 de octubre de 1963) es un diplomático chino que asumió el cargo de director general de la Organización de las Naciones Unidas para la Alimentación y la Agricultura (FAO) el 1 de agosto de 2019. Es el primer ciudadano chino en dirigir la Organización. Qu ganó la nominación en la primera ronda de votación en la 41.ª Conferencia de la FAO el 23 de junio de 2019, obteniendo 108 de los 191 votos emitidos por los 194 países miembros.

## Primeros años y educación
Qu nació en Yongzhou, Hunan, China el 29 de octubre de 1963. Se formó para convertirse en biólogo, obteniendo una licenciatura de la Universidad Agrícola de Hunan, una maestría en fitomejoramiento y genética de la Academia China de Ciencias Agrícolas y un doctorado en Ciencias Agrícolas y Ambientales de la Universidad de Wageningen, Países Bajos.

## Carrera profesional
De 2001 a 2011 fue vicepresidente de la Academia China de Ciencias Agrícolas. Entre 2011 y 2015 se desempeñó como Vicepresidente de la Región Autónoma de Ningxia Hui en China y en 2015 se convirtió en el Viceministro del Ministerio de Agricultura y Asuntos Rurales de China, donde participó en la promoción de la colaboración internacional con organizaciones como la FAO y el Centro para Agricultura y Biociencia Internacional.
Qu fue apoyado por China en las elecciones de 2018 para ser electo como director general de la FAO. El Departamento de Estado de los Estados Unidos estaba preocupado por la posible victoria de Qu, y el subsecretario de Estado para Asuntos de Organizaciones Internacionales, Kevin Moley, se movió para apoyar al político georgiano David Kirvalidze, aunque muchos otros funcionarios estadounidenses, incluidos los del Departamento de Agricultura de los Estados Unidos y la Embajada de los Estados Unidos en Roma prefirió a Catherine Geslain-Lanéelle, la ingeniera agrícola francesa respaldada por la Unión Europea. Qu ganó las elecciones en junio de 2019 con 108 votos sobre los 71 de Geslain-Lanéelle y los 12 de Kirvalidze. Las denuncias de soborno y coerción por parte por parte de China para asegurar los votos de otros delegados de la FAO ocuparon un lugar destacado en las elecciones.

## Vida personal
Está casado, y tiene una hija.